# Чакълкьой (вилает Балъкесир)
Чакълкьой (на турски: Çakılköy) е село в околия Ердек, вилает Балъкесир, Турция. Разположено на 0 – 40 метра надморска височина. Населението му е 1 538 души, основно българи – мюсюлмани (помаци), потомци на бежанци от 1924 г. от района на град Кавала, днешна Гърция.